# Des quintuplés au pensionnat
Pour plus de détails, voir Fiche technique et Distribution.
Des quintuplés au pensionnat est un film français, une comédie, réalisé par René Jayet, sorti en 1953.

## Fiche technique
- Titre : Des quintuplés au pensionnat
- Réalisation : René Jayet
- Scénario : Raymond Caillava, d'après une histoire de Jean Guitton
- Décors : Aimé Bazin
- Chef-opérateur : René Colas
- Musique : Jean Yatove
- Montage : Marinette Cadix
- Son : Julien Coutelier
- Société de production : Jad Films
- Société de distribution : Les Films Fernand Rivers
- Pays d'origine :  France
- Format : Noir et blanc - 1,37:1 - 35 mm - Son mono
- Genre : Comédie
- Durée : 89 minutes
- Date de sortie : 
  - France - 8 mai 1953

## Distribution
- Valentine Tessier : la directrice d'un luxueux pensionnat qui trouve un beau soir des quintuplés dans son lit
- Armand Bernard : l'Inspecteur d'Académie
- Maurice Escande : le comte
- Sophie Leclair : Gisèle, une élève du pensionnat
- Liliane Maigné : Cécile, une élève du pensionnat
- Jean Carmet : Antoine
- Jeanne Fusier-Gir : Mlle Adélaïde
- Mona Dol : Mlle Georgette, la surveillante générale
- Jacques Bernard : Francis
- Jean Brochard : Florentin
- Suzanne Gabriello : Jeanne
- René Lacourt : le pharmacien
- Léon Larive : Paillard
- Milly Mathis : Victoire
- Dorette Ardenne : Yvonne, un professeur
- Francine Farnell : Blanche
- Monique Gérard : Françoise
- Suzanne Rissler : la comtesse
- Christiane Minazzoli
- Dominique Page
- Paul Temps